# Earl Van Dorn
Pour les articles homonymes, voir Dorn.
Earl Van Dorn (né le 17 septembre 1820 dans le Mississippi et mort le 7 mai 1863 à Spring Hill) est un officier de carrière dans l'United States Army de l'United States Navy, qui a combattu lors de la guerre américano-mexicaine, contre de nombreuses tribus amérindiennes et durant la guerre de Sécession.
Il est diplômé de l'académie militaire de West Point en 1838.
Il fut aussi général de l'armée confédérée durant la guerre de Sécession, et s'attira le mépris (il était surnommé "Damn Born") pour ses défaites de 1862 avec l'armée du Tennessee occidental, lors de la bataille de Pea Ridge (où il disposait pourtant, exceptionnellement, de forces supérieures à celles des Nordistes)  -  et devant le général nordiste Rosecrans, à la seconde bataille de Corinth. Il se distingua néanmoins lors de son raid de Holly Springs le 20 décembre 1862, retardant l'invasion de Vicksburg.
Peintre, poète, infatué et grand coureur de femmes, il ne fut pas regretté (voir le "Diary" de Arthur Fremantle) lorsqu'un mari jaloux l'abattit en 1863, deux ans après le début de la guerre de Sécession.